# След (теория полей)
След (англ. Trace) — отображение элементов конечного расширения поля {\displaystyle E\supset K} в исходное поле K, определяемое следующим образом:
Пусть E — конечное расширение K степени {\displaystyle n=[E:K]}, {\displaystyle \alpha \in E} — элемент поля E. Поскольку E является векторным пространством над полем K, этот элемент определяет линейное преобразование {\displaystyle x\mapsto \alpha x}. Этому преобразованию в некотором базисе можно сопоставить матрицу. След этой матрицы называется следом элемента α. Так как в другом базисе данному отображению будет соответствовать подобная матрица с тем же следом, след не зависит от выбора базиса, то есть каждому элементу расширения однозначно сопоставляется его след. Он обозначается {\displaystyle {\text{Tr}}_{K}^{E}(\alpha )} или, если понятно, о каком расширении идёт речь, просто {\displaystyle {\text{Tr}}(\alpha )}.

## Свойства следа
- {\displaystyle {\text{Tr}}(\alpha +\beta )={\text{Tr}}(\alpha )+{\text{Tr}}(\beta )}
- {\displaystyle {\text{Tr}}(c\alpha )=c{\text{Tr}}(\alpha )} при {\displaystyle c\in K}
- Если Е — сепарабельное расширение, то {\displaystyle {\text{Tr}}_{K}^{E}} — ненулевой функционал, если несепарабельно, то {\displaystyle {\text{Tr}}_{K}^{E}=0}.
- След транзитивен, то есть для цепочки расширений {\displaystyle K\subset E\subset F} имеем {\displaystyle {\text{Tr}}_{K}^{E}({\text{Tr}}_{E}^{F}(\alpha ))={\text{Tr}}_{K}^{F}(\alpha )}
- Если {\displaystyle E=K(\alpha )} — простое алгебраическое расширение и {\displaystyle f(x)=x^{n}+a_{n-1}x^{n-1}+...+a_{1}x+a_{0}} — минимальный многочлен α, то {\displaystyle {\text{Tr}}_{K}^{E}(\alpha )=-a_{n-1}}

## Выражение следа через автоморфизмыEнадK
Пусть σ1,σ2…σm — все автоморфизмы E, оставляющие неподвижными элементы K. Если E сепарабельно, то m равно степени [E:К]=n. Тогда для следа существует следующее выражение:
{\displaystyle {\text{Tr}}_{K}^{E}(\alpha )=\sigma _{1}(\alpha )+\sigma _{2}(\alpha )+\ldots +\sigma _{m}(\alpha )}
Если E несепарабельно то m≠n, но n кратно m, причём частное является некоторой степенью характеристики p: n=pim.
Тогда
{\displaystyle {\text{Tr}}_{K}^{E}(\alpha )=(\sigma _{1}(\alpha )+\sigma _{2}(\alpha )+\ldots +\sigma _{m}(\alpha ))^{m/n}}

## Пример
Пусть K — поле действительных чисел, а E — поле комплексных чисел. Тогда след числа {\displaystyle a+bi} равен {\displaystyle 2a}. След комплексного числа можно вычислить по формуле {\displaystyle {\text{Tr}}\;z=z+{\bar {z}}}, и это хорошо согласуется с тем, что комплексное сопряжение — единственный автоморфизм поля комплексных чисел.